# Parque nacional dos Montes Šar

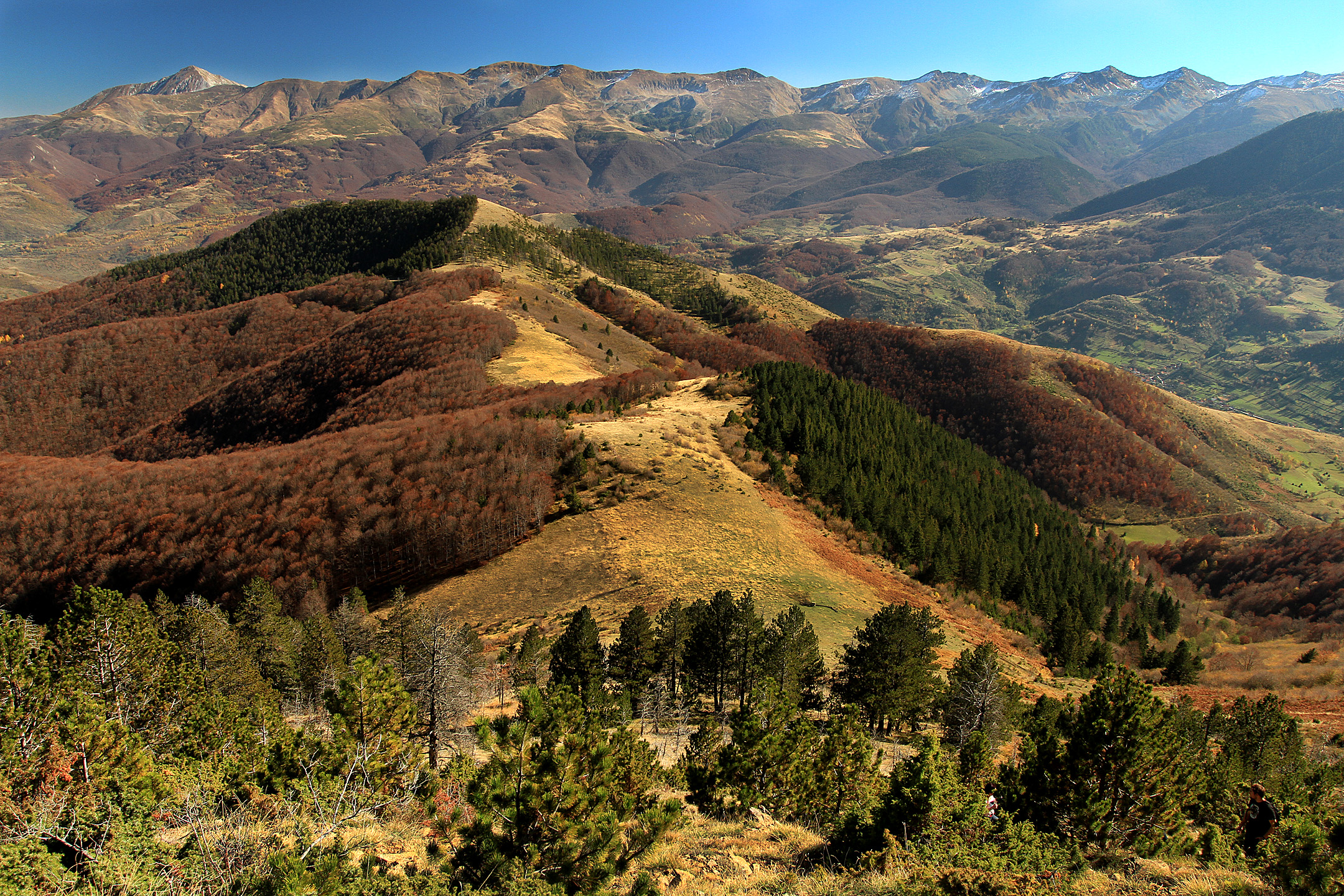
Montes Šar em Pashallora.

O Parque Nacional das Montanhas Sharr (em albanês: Parku Kombëtar Malet e Sharrit) é um parque nacional no Kosovo, situado nos distritos de Uroševac e Prizren, região sudeste do país. Abrange 53.272 hectares (532.72 km²) e está centrado nas montanhas norte de Sharr, uma cordilheira que se estende do nordeste da Albânia ao sudeste do Kosovo, estando também no noroeste da Macedônia. O parque abrange vários terrenos, incluindo lagos glaciares, paisagens alpinas e periglaciais.
O Parque Nacional das Montanhas Sharr tem um clima alpino com influência climática continental. A temperatura mensal média varia entre -1,3° C (cerca de 29,7° F ) em janeiro a 20° C (cerca de 68° F) em julho. A precipitação anual média varia entre 600 milímetros (24 polegadas) e 1.200 milímetros (47 polegadas) dependendo da elevação onde se esteja.
A flora do parque é representada por 1.558 espécies de plantas vasculares. A fauna inclui 32 espécies de mamíferos, 200 espécies de aves, 13 espécies de répteis, 10 espécies de anfíbios, 7 espécies de peixes e 147 espécies de borboletas.